# Убийство в маленьком городе
«Убийство в маленьком городе» (англ. A Killing In A Small Town, другое название англ. Evidence of Love) — американская телевизионная драма режиссёра Стивена Джилленхала на основе реальных событий, описанных в книге Джона Блума и Джеймса Аткинсона «Свидетельство в пользу любви». Премьера фильма состоялась 22 мая 1990 года.

## Сюжет
Маленький город потрясён жестоким убийством женщины. Главной подозреваемой становится одна из горожанок — примерная жена и мать. В ходе расследования её подвергают гипнозу, который выявляет раздвоение личности.

## В ролях
| Актёр             | Роль             |
| ----------------- | ---------------- |
| Барбара Херши     | Кэнди Моррисон   |
| Брайен Деннехи    | Эд Рейверс       |
| Джон Терри        | Стен Бланкеншип  |
| Ричард Джиллиланд | Дейл Моррисон    |
| Ли Гарлингтон     | Пегги Бланкеншип |
| Хэл Холбрук       | доктор Бердсли   |
| Мэттью Поси       | Норман Биллингс  |
| Джеймс Монро Блэк | доктор Джилс     |
| Деннис Леттс      | шеф МакАлистер   |
| Марко Перелла     | Рик Слокам       |
| Норман Беннетт    | Джим Ремзи       |
| Джерри Хейнс      | судья Скотт      |
| Роджер Бойс       | Рекс Стэплз      |
| Чарльз Кэрролл    | Боб Шелтон       |
| Блу Деккерт       | Энди Блессингейм |
| Хейли Миллер      | Мег Бланкеншип   |
| Джейкоб Паркер    | Шон Моррисон     |

## Съёмочная группа
- Режиссёр-постановщик: Стивен Джилленхал
- Сценарист: Синтия Сидре
- Продюсеры: Кортни Пледжер, Дэн Уитт
- Оператор: Роберт Элсуит
- Композитор: Ричард Гиббс
- Художник-постановщик: Джек Марти
- Художники по костюмам: Джанет Лукас Лоулер, Мэри Роуз
- Гримёр: Джими Уайт
- Монтажёр: Харви Розенсток
- Звукорежиссёр: Бартон Вайнштайн
- Постановщик трюков: Бен Логгинс

## Номинации и награды
- 1990 — Номинация на премию «Артиос» Американского общества подбора актёров за лучший кастинг на телевидении — Мэри В. Бак, Сьюзан Эдельман, Роди Кент
- 1990 — Премия Лилиан Гиш Лос-Анджелесовского фестиваля женщин в кино — Кортни Пледжер
- 1990 — Эмми:
  - лучшая актриса в мини-сериале или кинофильме — Барбара Херши
  - номинация на лучшую режиссуру мини-сериала или кинофильма — Стивен Джилленхал
  - номинация на лучшую драму / комедию — Кортни Пледжер, Дэн Уитт, Синтия Сидре, Брюс Дж. Саллан
  - номинация на лучший монтаж мини-сериала или кинофильма — Харви Розенсток
  - номинация на лучшего актёра второго плана в мини-сериале или кинофильме — Брайен Деннехи
- 1991 — Премия «Золотой глобус» за лучшую женскую роль — мини-сериал или телефильм — Барбара Херши
- 1991 — Премия «Эдди» американских киномонтажёров за лучший монтаж телефильма — Харви Розенсток
- 1991 — Премия Эдгара Аллана По за лучший телевизионный фильм — Синтия Сидре
- 1991 — Номинация на Премию молодым актёрам лучшему начинающему актёру — Джейкоб Паркер